# The Axis of Awesome
The Axis of Awesome sono stati un gruppo rock demenziale australiano costituito dal trio Jordan Raskopoulos, Lee Naimo e Benny Davis. Il gruppo era solito suonare materiale originale e parodie di musica pop.

## Storia
Il gruppo si è formato nel 2006 e ha preso ispirazione dalla frase "Asse del Male", pronunciata dal presidente degli Stati Uniti George W. Bush in un discorso del 2002. Il trio era coinvolto in alcuni spettacoli di improvvisazione teatrale all'Università di Sydney e decise di provare a proporre qualcosa di diverso. Dopo alcuni spettacoli a Sydney e un segmento su FBi Radio, guadagnarono notorietà con alcune parodie rap riguardanti le elezioni parlamentari in Australia del 2007.
Altro successo arrivò tramite la partecipazione al Melbourne International Comedy Festival (per cui vinsero un Moosehead Award) e grazie ad alcune apparizioni radiofoniche e televisive. Nel 2008 furono all'Edinburgh Fringe, dove la loro performance fu accolta positivamente sia dal pubblico che dalla critica. Ad inizio dell'anno, inoltre, pubblicarono l'album Scissors, Paper, Rock!.
Dopo l'apparizione al festival, il brano 4 Chords – un medley composto da 36 diversi brani pop basati sulla stessa struttura – venne inserita in rotazione su BBC Radio 1. Il video dell'esibizione divenne virale e ricevette milioni di visualizzazioni su YouTube. Questo successo garantì maggiore popolarità al gruppo che suonò 4 Chords sia in radio (Nova 96.9, Triple M) che in televisione (The Footy Show, Good News Week, 9am with David & Kim).
Nel 2009, la band partecipò nuovamente al Melbourne International Comedy Festival con un nuovo show, dal titolo The Axis of Awesome vs Bee. Lo spettacolo consisteva nel coinvolgere un'ape gigante con le canzoni del gruppo. A maggio 2009, la band partecipò al Sydney Comedy Festival, precedentemente noto come The Cracker Comedy Festival.
Seguirono apparizioni nel Queensland e nel Nuovo Galles del Sud, oltre che all'Adelaide Cabaret Festival. Sempre nel 2009, il trio tornò all'Edinburgh Fringe col nuovo show The Axis of Awesome: Infinity Rock Explosion, per partecipare poi al World's Funniest Island nel mese di ottobre.
Nel 2010 pubblicarono il loro secondo album, dal titolo Infinity Rock Explosion!. Registrarono diversi sold out all'Adelaide Fringe Festival, al Melbourne International Comedy Festival, al Sydney Comedy Festival e al Singapore Flipside Festival. Il 6 ottobre 2010, pubblicarono il primo DVD di un'esibizione dal vivo, dal titolo The Axis of Awesome Live.
Nel 2016 il leader Raskopoulos ha ammesso pubblicamente di aver finito il percorso per essere una donna transgender.
Nel 2018 la band ha annunciato su Facebook che non avrebbe più effettuato performance come trio ponendo così fine alla carriera durata più di dieci anni.

## Discografia

### Album in studio
- 2008 - Scissors, Paper, Rock!
- 2010 - Infinity Rock Explosion!
- 2011 - Animal Vehicle
- 2012 - The Swimsuit Area
- 2012 - Cry Yourself a River
- 2013 - Christmawesome